# Machine divine à traitement de texte
Machine divine à traitement de texte (titre original : Word Processor of the Gods) est une nouvelle de Stephen King parue en 1985 dans le recueil de nouvelles Brume mais ayant été publiée pour la première fois en janvier 1983 dans le magazine Playboy.

## Résumé
Richard Hagstrom est un professeur de lycée qui n'a pas réussi à percer dans la carrière littéraire. Il est marié à une femme acariâtre et a un fils adolescent qui ne lui parle pas ; tous deux le méprisent. Roger, le frère de Richard, mari violent et alcoolique, avait par contre une femme et un fils sensationnels, Belinda et Jonathan, mais tous trois sont morts dans un accident de voiture causé par Roger. Quinze jours plus tard, Richard installe une machine à traitement de texte que son neveu, un génie de l'électronique, lui avait fabriqué pour son anniversaire. Il découvre en l'essayant qu'il peut créer des choses, ou en effacer, en tapant ou en effaçant simplement les mots sur la machine.
La machine surchauffe rapidement et Richard en conclut qu'elle ne va pas fonctionner longtemps. Après avoir entendu son fils l'insulter dans son dos, il efface son existence. Dans cette nouvelle réalité où il n'a pas d'enfant, sa femme est encore plus tyrannique. Il l'efface à son tour et, alors que la machine fume de plus en plus, insère que sa femme est Belinda et que leur fils est Jonathan. La machine rend l'âme juste après mais a néanmoins eu le temps de rendre réelle cette dernière insertion, donnant à Richard la famille qu'il avait toujours souhaité.

## Thèmes
Cette nouvelle est l'un des rares récits optimistes de Stephen King sur le thème de la technologie. Ici, la technologie restaure l'ordre au lieu d'instaurer le chaos, comme c'est généralement le cas dans ses œuvres. C'est par ailleurs une variante sur le thème des histoires des « trois souhaits » accordés à une personne.

## Adaptations
Machine divine à traitement de texte a été adaptée à la télévision sous le titre L'Ordinateur des dieux dans le cadre d'un épisode de la série Histoires de l'autre monde diffusé en 1984. L'épisode a été scénarisé par Michael McDowell et réalisé par Michael Gornick.